# Bobslej

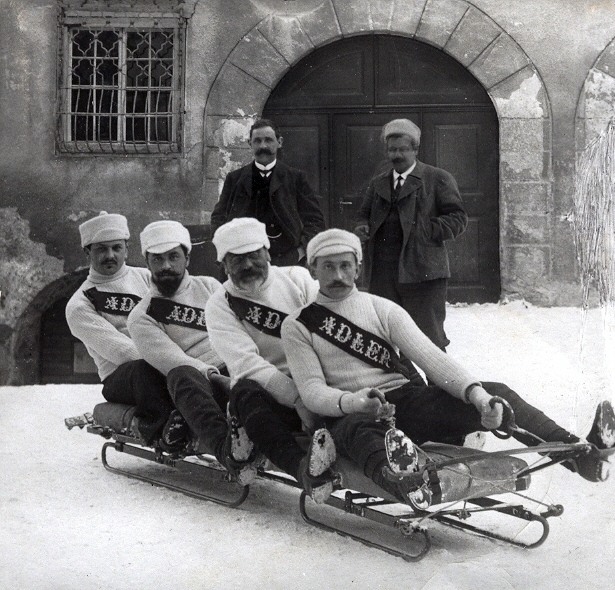
Pierwsze sanie bobslejowe

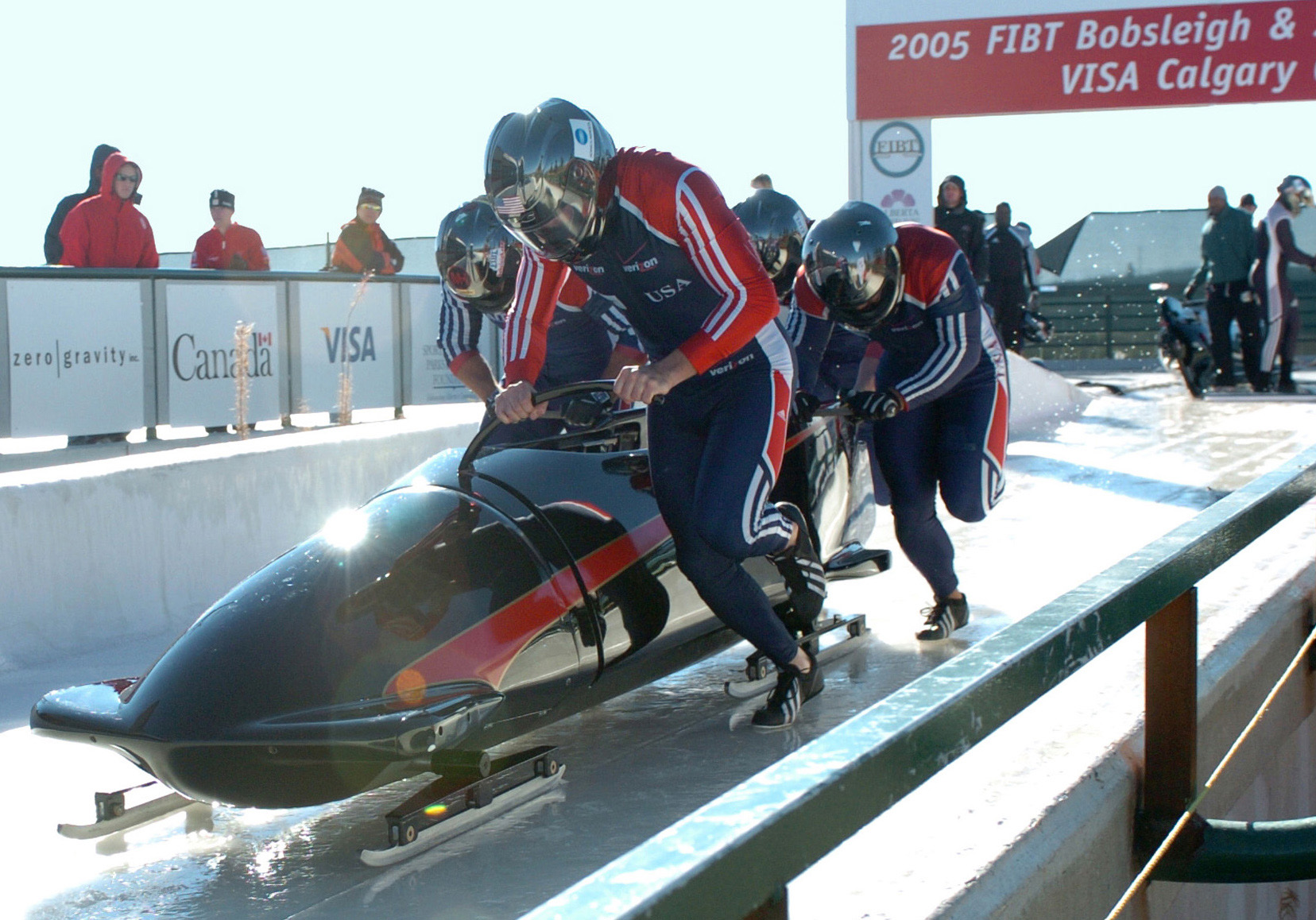
Bobslej przed startem

Sanie bobslejowe – rodzaj sań wyścigowych w konkurencji olimpijskiej bobslejów. Bobslej wykonany jest z metalu bądź tworzywa i wyposażony w urządzenia kierownicze oraz hamulec, gdyż sanie te przystosowane są do rozwijania dużych prędkości (rzędu 130 km/h i więcej) w jeździe po lodowych torach.
Pierwsze bobsleje były zwykłymi, przedłużonymi saniami o metalowo-drewnianej konstrukcji (z 2 wąskimi metalowymi płozami) pozwalającymi na rozwinięcie większej prędkości w porównaniu do zwykłych sanek.
Obecnie bobsleje rozwijają znaczne prędkości, więc ich konstrukcja uległa zmianie. Płozy skrócono dzieląc je na 4 osobne części i zwężając je do postaci łyżew. By zmniejszyć opór powietrza bobslej posiada opływowy, zabudowany kształt "czółenka". Przy takich prędkościach sam układ kierowniczy nie wystarcza – cała drużyna kieruje dodatkowo za pomocą balansu ciała. Bobslej dwumiejscowy waży 165 kg (z załogą 375 kg), czteromiejscowy – 230 kg (z załogą 630 kg). Niedobór wagi zawodników, jak w przypadku konkurencji kajaków, uzupełnia się balastem.